# Sorriso grande
Sorriso grande è un singolo della cantante italiana Alessandra Amoroso, pubblicato l'8 aprile 2021 come secondo estratto dal settimo album in studio Tutto accade.

## Descrizione
Il brano, scritto da Tropico e prodotto da Dardust, descrive un nuovo passaggio positivo nella vita della cantante a seguito della pandemia di COVID-19. Il testo è legato al precedente estratto Piuma, che descrive il lato buio del periodo di lockdown vissuto nel corso del 2020.

La cantante ha descritto la scelta del singolo:

## Promozione
Il brano è stato reso disponibile il giorno successivo a Piuma, l'8 aprile 2021. Nello stesso giorno si è esibita in un concerto drive-in presso il PalaLottomatica di Roma. Il 31 agosto la cantante si è esibita con il singolo nel corso del RTL 102.5 Power Hits Estate 2021 all'Arena di Verona.
Nella stessa estate il brano è stato scelto da Sky Italia come colonna sonora del campionato europeo di calcio 2021.

## Accoglienza
Mario Manca di Vanity Fair ha affermato che il brano «racconta le luci e le ombre che si sono affacciate in ognuno di noi specie dopo quest'ultimo anno» concludendo che si tratta della «fine di un tunnel che sembra non finire mai e che, "dopo tanta fatica", ci aiuta a capire di essere ancora "innamorati di questa vita"». Alessandro Alicandri di TV Sorrisi e Canzoni ha scritto che il brano «manifesta senza paura il bisogno di ottimismo» e «di lasciare la negatività non puoi che tornare a amare la vita» grazie alle «sonorità freschissime, [...] che si legano perfettamente al percorso di rinascita che racconta la canzone».
L'emittente radiofonica R101 ha descritto il brano come «una ritrovata energia che rappresenta la rinascita, la riscoperta di sé sotto una nuova luce, [...] l'immagine di una donna forte che sa chi è e cosa vuole e ha trovato il coraggio di essere se stessa».

## Video musicale
Il video è stato diretto dagli YouNuts! e coreografato da Veronica Peparini, ha visto la partecipazione dell'attrice Matilde Gioli. Il video è stato girato nella stessa ambientazione di Piuma, un appartamento che, se nel singolo precedente appariva grigio e claustrofobico, in Sorriso grande è colorato e da spazio all'ambiente esterno.

## Tracce
Testi di Davide Petrella, musiche di Dario Faini.
1. Sorriso grande – 3:26

## Classifiche
| Classifica (2021) | Posizione massima |
| ----------------- | ----------------- |
| Italia            | 36                |